# Michael Rohde
Michael Rohde ( Bremen, 25 de julho de 1782 -  Bremen , 28 de maio de 1812) foi um botânico alemão.
De 1800 a 1804, ele estudou ciências naturais e medicina na Universidade de Göttingen. Após a formatura, ele esteve em viagens por vários anos no sul da Alemanha, Áustria e França. Em 1809, ele iniciou uma prática médica em Bremen, onde morreu três anos depois, aos 29 anos.
Em 1804, ele publicou "Monographiae Cinchonae generis tentamen". O gênero de plantas Rohdea é nomeado em sua homenagem.